# Corrida Internacional de São Silvestre de 1961
A Corrida Internacional de São Silvestre de 1961 foi a 37ª edição da prova de rua, realizada no dia 31 de dezembro de 1961, no centro da cidade de São Paulo, a largada aconteceu as 23h45m, a prova foi de organização da Cásper Líbero e A Gazeta Esportiva.
O vencedor foi o britânico Martin Hyman, com o tempo de 21m24.

## Percurso
Av. Cásper Líbero até o Edifício Palácio da Imprensa – Rua da Conceição, com 7.400 metros.

## Resultados

#### Masculino
- 1º Martin Hyman (Reino Unido) - 21m24s

### Participações
- Participantes: 443 atletas
- Chegada: 401 atletas.[3]

## Ligações Externas
- Sítio Oficial (em português)